# Pat Hartigan
Pour les articles homonymes, voir Hartigan.
Pat Hartigan, né à New York le 21 décembre 1881, et mort à Los Angeles le 8 mai 1951, est un acteur du cinéma muet et parlant, et réalisateur américain.

## Biographie
Pat Hartigan commence sa carrière cinématographique en 1909 en tant qu'acteur. En dix ans, il réalise plus de 150 courts métrages, continuant toujours à jouer. Il met fin à sa carrière à la fin des années 1930 : sa dernière apparition à l'écran est dans The Harbour Rebels de Henry King, sorti en février 1940.
Hartigan est décédé à l'âge de 69 ans à Los Angeles le 8 mai 1951.

## Filmographie partielle

### Comme acteur
- 1918 : The Prussian Cur de Raoul Walsh : Jimmie O'Grady
- 1918 : Swat the Spy de Arvid E. Gillstrom : Karl Schmidt
- 1919 : La Princesse Laone (A Fallen Idol) de Kenean Buel : le chef de Brainard
- 1922 : Channing of the Northwest de Ralph Ince
- 1923 : Where the North Begins de Chester M. Franklin : Shad Galloway
- 1923 : Le Harpon (Down to the Sea in Ships)  de Elmer Clifton : Jack Finner
- 1923 : Le Vengeur (Fury) de Henry King : Morgan
- 1923 : Dark Secrets de Victor Fleming : Biskra
- 1923 : Sourire d'enfant (The Darling of New York) de King Baggot : Big Mike
- 1925 : Bobbed Hair de Alan Crosland : Swede
- 1925 : Clash of the Wolves de Noel M. Smith
- 1925 : Dans la fournaise (Code of the West) de William K. Howard
- 1926 : Ranson's Folly de Sidney Olcott : Sergent Clancy
- 1927 : Johnny Get Your Hair Cut de B. Reeves Eason et Archie Mayo
- 1928 : In Old Arizona de Irving Cummings et Raoul Walsh : un conducteur de bétail
- 1928 : Taxi de minuit (The Midnight Taxi) de John G. Adolfi : Détective Blake
- 1934 : La Soirée de Miss Stanhope (Coming Out Party) de John G. Blystone : rôle non crédité

### Comme réalisateur
- 1912 : La Merveilleuse Invention du docteur Skinnen (Dr. Skinnem's Wonderful Invention)
- 1912 : La Solitude des collines (The Loneliness of the Hills )
- 1912 : Au péril de leur vie (In Peril of Their Lives)